# Villarrubia de los Ojos
Villarubia de los Ojos és un municipi de la província de Ciudad Real a la comunitat autònoma de Castella-la Manxa. Està situat a la comarca de Montes de Toledo/Campo de Calatrava, a 47 km de Ciudad Real. Té una superfície de 282 km² i una població de 10378 habitants (cens de 2006). Limita al nord amb Urda, Consuegra i Madridejos, a la província de Toledo; a l'est amb Herencia, Las Labores i Arenas de San Juan, al sud amb Daimiel; i a l'oest amb Fuente el Fresno. Comparteix amb Daimiel dins el parc nacional Tablas de Daimiel.